# Urška Hrovat
Urška Hrovat, född 18 februari 1974 i Ljubljana, är en slovensk före detta alpin skidåkare.
Urška Hrovat tävlade i den alpina världscupen mellan 1992 och 2001. Hennes bästa disciplin var slalom där hon vann alla sina fem världscupssegrar samt ett VM-brons 1996 i Sierra Nevada. Hrovat vann även två junior-VM-guld 1991 och 1992.
Hon deltog i olympiska vinterspelen 1992, 1994 och 1998.

## Världscupssegrar
| Datum            | Plats                  | Disciplin |
| ---------------- | ---------------------- | --------- |
| 22 januari 1994  | Maribor                | Slalom    |
| 30 december 1994 | Méribel                | Slalom    |
| 14 januari 1996  | Garmisch-Partenkirchen | Slalom    |
| 14 mars 1998     | Crans-Montana          | Slalom    |
| 21 november 1998 | Park City, Utah        | Slalom    |